# Padangcola jacobsoni
Padangcola jacobsoni is een hooiwagen uit de familie Epedanidae.